# Brachionycha eugraphomena
Brachionycha eugraphomena är en fjärilsart som beskrevs av Otto Staudinger 1924. Brachionycha eugraphomena ingår i släktet Brachionycha och familjen nattflyn. Inga underarter finns listade i Catalogue of Life.